# Serhij Puczkow
Serhij Wałentynowycz Puczkow, ukr. Сергій Валентинович Пучков, ros. Сергей Валентинович Пучков, Siergiej Walentinowicz Puczkow (ur. 17 kwietnia 1962 w Łutuhyne, obwód ługański) – ukraiński piłkarz, grający na pozycji obrońcy, trener piłkarski.

## Kariera piłkarska

### Kariera klubowa
Wychowanek Szkoły Piłkarskiej w Łutuhyne (od 1972) oraz Internatu Sportowego w Woroszyłowgradzie (od 1974). Pierwszy trener W.Smirnow. Karierę piłkarską rozpoczął w 1979 w drużynie Torpedo Łuck. W 1980 przeszedł do Czornomorca Odessa, ale występował w drużynie rezerwowej, a potem poszedł do SKA Odessa, odbywając służbę wojskową. Po zwolnieniu z wojska w 1983 został piłkarzem Dnipro Dniepropetrowsk, gdzie rozegrał siedem sezonów. W 1990 powrócił do Czornomorca Odessa, a w następnym roku przeszedł do Metałurha Zaporoże. Po rozpadzie ZSRR w 1991 wyjechał do Niemiec, gdzie bronił barw miejscowych klubów Stahl Brandenburg i SG Bornim Poczdam. Następnie występował w rosyjskim klubie KAMAZ Nabierieżnyje Czełny i izraelskim Hapoel Beer Szewa. W 1995 powrócił na Ukrainę, gdzie występował w klubie SK Mikołajów i Metałurh Mariupol. Od marca do maja 1997 pełnił również funkcje trenerskie w SK Mikołajów. W 1997 zakończył karierę piłkarską jako piłkarz Araz Baku. Chociaż po dłuższej przerwie powrócił do gry w sezonie 2002/03 w drugoligowym zespole Hirnyk-Sport Komsomolsk łącząc również funkcje asystenta trenera.

### Kariera reprezentacyjna
Występował w radzieckiej reprezentacji U-21. Był kapitanem drużyny. Rozegrał w niej 13 meczów i strzelił 1 gola.

## Kariera trenerska
Jeszcze będąc piłkarzem w 1997 trenował SK Mikołajów, a w sezonie 2002/03 pomagał trenować drugoligowy zespół Hirnyk-Sport Komsomolsk. W sezonie 2003/04 prowadził FK Czerkasy, a w następnym sezonie 2004/05 Krystał Chersoń. Od 2005 pracował na stanowisku głównego trenera PFK Sewastopol. Po udanych występach drużyny z Sewastopola 30 września 2008 został zaproszony aby trenować klub Premier Ligi Tawrija Symferopol. Po przegranej w meczu 1/16 finału Pucharu Ukrainy z Dniprem Dniepropetrowsk 1:4 został zwolniony z zajmowanego stanowiska. 18 października 2011 ponownie objął stanowisko głównego trenera FK Sewastopol, który prowadził do czerwca 2012. 1 lutego 2013 objął stanowisko głównego trenera Sławutycza Czerkasy. W czerwcu 2013 przeniósł się do Metałurha Zaporoże. 28 października 2013 został zwolniony z zajmowanego stanowiska, a 11 marca 2014 kontrakt został oficjalnie rozwiązany. W czerwcu 2014 stał na czele ormiańskiego Gandzasara Kapan, w którym pracował do grudnia 2014. 21 grudnia 2016 został mianowany na stanowisko głównego trenera klubu Hirnyk-Sport Horiszni Pławni, którym kierował do 31 grudnia 2018.

## Sukcesy i odznaczenia

### Sukcesy klubowe
- mistrz ZSRR: 1988
- wicemistrz ZSRR: 1987, 1989
- brązowy medalista Mistrzostw ZSRR: 1984, 1985
- zdobywca Pucharu ZSRR: 1989

### Sukcesy indywidualne
- wybrany do listy 33 najlepszych piłkarzy ZSRR: 1988.

### Odznaczenia
- tytuł Mistrza Sportu ZSRR: 1984
- tytuł Zasłużonego Trenera Ukrainy: 2010[14]